# Sceloporus bulleri
Sceloporus bulleri este o specie de șopârle din genul Sceloporus, familia Phrynosomatidae, descrisă de Boulenger 1894. A fost clasificată de IUCN ca specie cu risc scăzut. Conform Catalogue of Life specia Sceloporus bulleri nu are subspecii cunoscute.